# 沖之須
沖之須（おきのす）は、静岡県掛川市にある大字。

## 地理
静岡県掛川市の南端に位置する。合併前の旧大須賀町においては南西端に位置していた。東西に長い形状の大字である。ほぼ全域が平地であり、北には人家や商店が多く、南には田畑が多く見受けられる。南端は遠州灘に面しており、海浜が広がっている。北西から南に向かって弁財天川が流れており、遠州灘に注いでいる。

### 河川
- 弁財天川
- 坊主渕川

### 海洋
- 遠州灘

## 歴史
沖之須と呼ばれている地には、もともとは自然村である遠江国城東郡沖之須村が置かれていた。内山真龍の『遠江国風土記伝』によれば、沖之須村の当時の石高は220石1斗1升6合3勺であったとされている。この沖之須村が、のちの沖之須に該当する。
その後、町村制の施行に伴い、沖之須村は横須賀町、西大淵村、山崎村の一部と合併することになり、大須賀村が発足した。その後の度重なる市町村合併を経て、1956年（昭和31年）6月よりこの地は大須賀町の一部となった。2005年（平成17年）4月よりこの地は掛川市の一部となった。

### 地名の由来
沖之須は、かつては「沖之洲」とも表記されていた。この地の周辺はもともと海であり、その洲がやがて村を形成していったことに因んでいる。

### 沿革
- 1871年 - 城東郡が静岡県に移管。
- 1871年 - 城東郡が浜松県に移管。
- 1876年 - 城東郡が静岡県に移管。

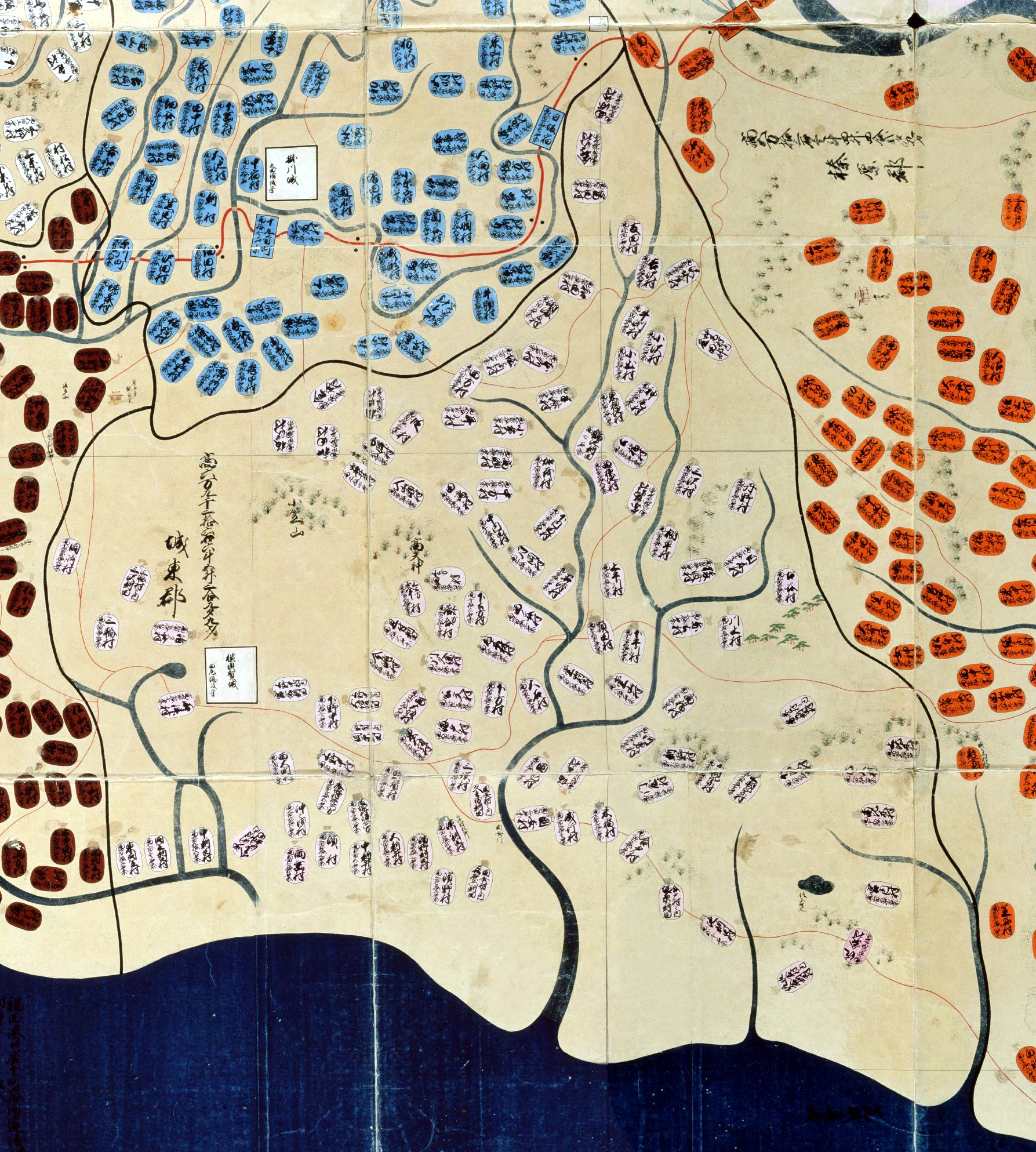
江戸時代に描かれた「遠江國」（『天保國繪圖』天保9年）。城東郡の村は薄桃色で示されており「沖之須村」がみえる

- 1889年 - 静岡県城東郡横須賀町、西大淵村、沖之須村、山崎村の一部が合併して大須賀村を設置。
- 1896年 - 静岡県佐野郡、城東郡が合併して小笠郡を設置。
- 1914年 - 静岡県小笠郡大須賀村が町制施行して横須賀町を設置。
- 1956年 - 静岡県小笠郡横須賀町、大淵村が合併して大須賀町を設置。
- 2005年 - 静岡県掛川市、小笠郡大東町、大須賀町が合併して掛川市を設置。

## 世帯数と人口
2024年（令和6年）11月末日現在の世帯数と人口は以下の通りである。
| 大字   | 世帯数  | 人口  |
| ------ | ------- | ----- |
| 沖之須 | 348世帯 | 830人 |

## 事業所
2021年（令和3年）現在の事業所数と従業員数は以下の通りである。
| 大字   | 事業所数 | 従業員数 |
| ------ | -------- | -------- |
| 沖之須 | 23事業所 | 157人    |

## 小・中学校の学区
公立小・中学校に通う場合、学区は以下の通りとなる。
| 番地 | 小学校               | 中学校               |
| ---- | -------------------- | -------------------- |
| 全域 | 掛川市立横須賀小学校 | 掛川市立大須賀中学校 |

## 交通

### 道路
- 国道150号

## 施設
- いこい[6]
- 大須賀浄化センター
- 掛川市消防団大須賀第三分団[7]
- 掛川市大須賀B&G海洋センター[8]
- ちゅーりっぷ[9]
- 八幡神社[10]

## その他

### 郵便
- 郵便番号：437-1303[11]（集配局：大須賀郵便局）

### 警察
警察の管轄区域は以下の通りである。
| 番地 | 警察署     | 交番・駐在所 |
| ---- | ---------- | ------------ |
| 全域 | 掛川警察署 | 大須賀交番   |

### 消防
消防の管轄区域は以下の通りである。
| 番地 | 消防署・分署 | 消防団分団     |
| ---- | ------------ | -------------- |
| 全域 | 南消防署     | 大須賀第三分団 |

### 註釈
1. ↑  今日では「遠江国風土記伝」と表記するのが一般的であるが、1900年に発行された『逺江國風圡記傳』では「逺江國風圡記傳」との表記を用いているため、同書に関する出典表記はそれに倣った。